# 新岑里
新岑里是中華民國嘉義縣布袋鎮的一個里，西與好美里為鄰，南與新民里為鄰，北與光復里為鄰，東南與永安里為鄰，劃分為十一個鄰，土地面積5.3250平方公里，戶數303戶，人口1563人。